# 全球新聞報道
《全球新聞報道》（英語：The World Connection）是香港凤凰卫视製作的新聞節目，也是鳳凰衛視香港台粵語新聞節目中的其中一檔；自2024年4月22日起，作為香港台晚間「黃金90分鐘」粵語資訊時段的節目之一。
香港其他免費電視台的同類新聞節目有無線電視的六點半新聞報道（星期一至五）、HOY TV及HOY資訊台的《7點直播室》和ViuTV的《7點新聞報道》。

## 《鳳凰六點新聞》時期

《鳳凰六點新聞》的片頭（4:3）

《全球新聞報道》節目前身為《鳳凰六點新聞》（英語：News On The Hour 1800）香港台北美版稱為《鳳凰正點新聞》，此節目於2011年3月28日正式開播，為香港台正式開播後首個新聞節目。
2015年10月26日前為香港台四節新聞中，唯一沒有重播安排的一節新聞，自該日起星期一至五於18:30-18:57安排重播，後來週末亦增加重播時段。從開播至2016年末，本節目均於主直播室製作，2017年初開始則改用原《鳳凰午間新聞》的直播室。

### 《鳳凰六點新聞》播出时间
- 凤凰卫视香港台：18:00 - 18:27（每天）[2]
重播：18:30 - 18:57（每天）

節目完結時會打出「主編」及「導播」。
每节《鳳凰六點新聞》之后会播出《凤凰气象站》。

### 《鳳凰六點新聞》停播前主播
- 陳冠生
- 蕭莉
- 卓麗雯
- 舒振輝
- 葉芷樺（已轉職至無綫新聞）
- 黃迪瑋
- 劉欣樺

### 《鳳凰六點新聞》前任主播
- 羅振邦（已轉職至香港機場管理局）
- 曾詠珊（已離職）
- 薩文
- 朱家怡（已轉職至東網電視）
- 何靜雯（已轉職至香港有線新聞）
- 廖靖雯（已轉職至政府新聞處）
- 趙嘉韻
- 陳藹欣
- 金盈
- 黃合秀（已轉職至ViuTV）
- 黃珊（已轉職至無綫新聞）
- 李卓敏
- 李匡民

## 《全球新聞報道》時期
2022年1月1日起，為配合鳳凰衛視香港台改版，《鳳凰六點新聞》停播並由《全球新聞報道》節目取代，節目延後一小時於每天19:00播出，節目播出時長延至約57分鐘（連廣告）。
2024年4月22日，鳳凰衛視香港台在免費電視85頻道開播（無綫電視轉播），稱將重點打造晚間「黃金90分鐘」粵語資訊時段；自同年4月15日起，取消另外兩檔粵語新聞節目包括早間時段的《香港晨報》及午間時段的《午間快綫》（但已於2024年6月24日恢復播映）播出，《全球新聞報道》雖獲保留播出並一度作為鳳凰衛視香港台唯一一檔粵語新聞報道節目，節目全程配以繁體中文字幕播出。

### 《全球新聞報道》播出时间
鳳凰衛視香港台：香港時間每日19:00-19:57。播出時長約57分鐘（含廣告）。節目完結会播出《凤凰气象站》及《警聲系列》。

### 《全球新聞報道》部分環節
- 財經消息
- 天氣報告（由2024年4月16日起增設，星期一至五，由香港天文台製作，已取消）
- 氣象冷知識（由2024年4月20日起增設，星期六、日，由香港天文台製作）
- 娛樂快遞

### 《全球新聞報道》主播
- 林燕玲（首席主播）
- 盧卓瑤
- 黃迪瑋
- 劉紫鳳
- 黃浩棋
- 麥景榕

### 《全球新聞報道》前任主播
- 馬琛沂（已離職）

## 特別改動
- 2011年3月28日，《鳳凰衛視香港台啟播禮》作為當天《鳳凰六點新聞》的第一節，主播羅振邦、魏綺珊。與正式版相比，當時改用了《鳳凰晚間新聞》的黑色調背景，而且採用雙主播制（是香港台新聞節目中唯一一次雙主播）。
- 2011年11月2日，薩文首度出任當天《鳳凰六點新聞》主播，是其於2010年末離開鳳凰衛視後以粵語主播身份回歸。
- 2022年至2024年，如當天公佈香港施政報告舉行《施政論壇》，或公佈香港政府財政預算案後舉行《財政預算案論壇》，《全球新聞報道》將縮短至27分鐘，隨後於19:30播出上述節目。[6]2024年因《施政論壇》提早至19:00開始，故本節目延至當天20:00播出。
- 2025年3月1日，因應要直播啟德體育園開幕典禮實況，當日《全球新聞報道》提前至18:29開始。

## 相關節目
- 香港晨報（前身為已停播的鳳凰晨早新聞，已停播）
- 午間快綫（前身為鳳凰午間新聞，已於2024年6月24日起復播）
- 晚間專綫（前身為鳳凰晚間新聞，已於2025年7月1日起復播）